# قائمة اللاعبين الأجانب في الدوري السويدي
هذه قائة باللاعبين الأجانب الذين نشطوا في الدوري السويدي الممتاز منذ عام 1924.
اللاعبون المتواجدون بالقائمة تم اختيار وفقاً للقواعد الأتية:-
1. أن يكون قد شارك في مباراة واحدة علي الأقل في الدوري ولا يحتسب إن شارك مع الفريق في مباريات الكأس أو أي مسابقة أخري.
2. أن يكون اللاعب أجنبي يكون غير مؤهل للمشاركة مع منتخب السويد لكرة القدم.

## أفغانستان
- شريف محمد - نادي إسكلستونا - 2017
- فارشاد نور - نادي إسكلستونا - 2017

## ألبانيا
- ألبيون أديمي - نادي يورغوردينس - 2021
- أستريت أيداريفيتش - أوربرو، نورشوبينغ، هلسينغبورغ، يورغوردينس - 2010-2012 , 2015-2016 , 2019-2020
- ياسر أساني - أيك سولنا - 2020
- إيتريت بيريشا - كالمار - 2008-2013
- إغزون بيناكو - هكن، مالمو، نورشوبينغ - 2015ـــــ
- أجون ميهميتي - مالمو، أوربرو - 2008-2011 , 2014-2015 , 2019-2021
- ميجين ميميلي - غايس غوتنبرغ - 2007-2008
- فالديت راما - أوربرو - 2011-2012

## الجزائر
- سمير بلوفة - هلسينغبورغ - 2007
- دليل بن يحيى - برومابويكارنا - 2009-2010

## أنغولا
- يامبا أشا - نادي أوسترس - 2006
- باولو فيغيريدو - أوسترس - 2006
- دومينيك كيفوفو - ميالبو سولفسبورغ - 2012

## الأرجنتين
- مارتين كروسا - غوتبورغ - 2003
- غابرييل فيرايرا - أيك سولنا - 2014
- فرانكو ميراندا - هلسينغبورغ - 2006-2007
- بابلو مونسالفو - أيك سولنا - 2007
- ماورو إيفان أوبولو - أيك سولنا - 2007-2009
- جورج اورتيز - أيك سولنا - 2008-2010
- لويس أنطونيو رودريغيز - يورغوردينس - 2010
- خوسيه شافير - غوتبورغ - 2006
- لويس سولينياك - يورغوردينس - 2013
- نيكولاس مارسيلو ستيفانيللي - أيك سولنا - 2017-2018 , 2021ــــــ
- لوكاس مارتين فالديمارين - أيك سولنا - 2007-2008

## أرمينيا
- أندريه كاليسير - يونشوبينغ سودرا، يورغوردينس، غوتبورغ - 2010-2011 , 2016-2020
- يورا موفسيسيان - يورغوردينس - 2018
- ليفون باشاجيان - غايس غوتنبرغ - 2008

## أستراليا
- نيك بوسيفسكي - نورشوبينغ - 2002
- لوك كاسرلي - أيك سولنا - 2000-2002
- آنتي كوفيتش - هاماربي، إلفسبورغ - 2002-2006 , 2009-2011
- سكوت جيمسون - غوتبورغ - 2016-2017
- نيك مردجا - أيك سولنا - 2004
- جو سبيتيري - نورشوبينغ - 2001

## النمسا
- رومان كيناست - هلسينغبورغ - 2008
- مايكل لانغر - نورشوبينغ - 2016-2017
- توماس بيرماير - إسكلستونا - 2017